# Neomorphus pucheranii
El váquiro oliváceo, cuco-terrestre de pico rojo o cuco hormiguero piquirrojo (Neomorphus pucheranii), es una especie de cuco en la familia Cuculidae. 

## Distribución
Se encuentra en el Amazonas al oeste de Brasil, sureste de Colombia, el este de Ecuador y el noreste Perú.